# Mae Young Classic (2018)
El Mae Young Classic 2018 fue el segundo torneo de lucha libre femenina, producido por la WWE. Estuvo constituido por 32 luchadoras profesionales provenientes de NXT y del circuito independiente. El torneo se llevó a cabo el 8 y 9 de agosto de 2018 y  fue transmitido el 5 de septiembre de 2018 en la WWE Network. La final del evento fue transmitida el 28 de octubre en el evento Evolution.

## Historia
Debido al éxito dado por el WWE Cruiserweight Classic, torneo realizado para luchadores peso crucero, WWE se interesó en expandir esto pero para el talento femenino por lo que se anunció la creación del torneo femenino Mae Young Classic, esto en honor a la luchadora y miembro del Salón de la Fama de la WWE Mae Young. Como ocurrió en su anterior edición, se trata de un torneo de eliminación simple en el que las participantes se irán enfrentado una a una hasta que dos lleguen a la gran final. El año pasado la ganadora fue la japonesa Kairi Sane tras derrotar a Shayna Baszler.
La final se llevara a cabo el 28 de octubre en el PPV exclusivo para mujeres WWE Evolution. En el torneo se había pactado la participación de Vernice Gabriel de Filipinas, sin embargo poco tiempo después WWE borro el anuncio.

## Luchas de Clasificación
Grabaciones de WWE NXT - 23 de junio (Full Sail University - Winter Park, Florida)
| N.º | Resultados                            | Fecha               | Estipulación                                  |
| --- | ------------------------------------- | ------------------- | --------------------------------------------- |
| 1   | Taynara Conti derrotó a Vanessa Borne | 18 de julio de 2018 | Lucha clasificadora para el Mae Young Classic |

## Personal del torneo

### Participantes
| N.º | Nombre            | Nombre real              | Nacionalidad   | Notas                                                    |
| --- | ----------------- | ------------------------ | -------------- | -------------------------------------------------------- |
| 1   | Aerial Monroe     | Aerial Hull              | Estados Unidos |                                                          |
| 2   | Allysin Kay       | Allysin Kay              | Estados Unidos |                                                          |
| 3   | Ashley Rayne      | Ashley Simmons-Lomberger | Estados Unidos |                                                          |
| 4   | Deonna Purrazzo   | Deonna Purrazzo          | Estados Unidos |                                                          |
| 5   | Hiroyo Matsumoto  | Hiroyo Matsumoto         | Japón          |                                                          |
| 6   | Io Shirai         | Masami Odate             | Japón          |                                                          |
| 7   | Isla Dawn         | Courtney Stewart         | Escocia        |                                                          |
| 8   | Jessie Elaban     | Jessica Elaban           | Estados Unidos |                                                          |
| 9   | Jinny             | Jinny Sandhú             | Inglaterra     |                                                          |
| 10  | Kacy Catanzaro    | Kacy Catanzaro           | Estados Unidos |                                                          |
| 11  | Kaitlyn           | Celeste Bonin            | Estados Unidos |                                                          |
| 12  | Karen Q           | Karen Yu                 | China          |                                                          |
| 13  | Kavita Devi       | Kavita Dalal             | India          |                                                          |
| 14  | Killer Kelly      | Raquel Lourenço          | Portugal       |                                                          |
| 15  | Lacey Lane        | Allyssa Lane             | Estados Unidos |                                                          |
| 16  | Meiko Satomura    | Meiko Satomura           | Japón          |                                                          |
| 17  | Mercedes Martínez | Jazmín Benítez           | Estados Unidos |                                                          |
| 18  | Mia Yim           | Stephanie Bell           | Corea del Sur  |                                                          |
| 19  | MJ Jenkins        | Monique Jenkins          | Estados Unidos |                                                          |
| 20  | Nicole Matthews   | Lindsay Miller           | Canadá         |                                                          |
| 21  | Priscilla Kelly   | Priscilla Kelly          | Estados Unidos |                                                          |
| 22  | Rachel Evers      | Rachel Ellering          | Estados Unidos |                                                          |
| 23  | Reina González    | Victoria González        | Estados Unidos |                                                          |
| 24  | Rhea Ripley       | Demi Bennett             | Australia      |                                                          |
| 25  | Taynara Conti     | Taynara Melo             | Brasil         | Añadida por clasificación                                |
| 26  | Tegan Nox         | Steffanie Newell         | Gales          |                                                          |
| 27  | Toni Storm        | Toni Rossall             | Australia      |                                                          |
| 28  | Vanessa Kraven    | Vanessa Kraven           | Canadá         |                                                          |
| 29  | Xia Brookside     | Xia Louise Brooks        | Inglaterra     |                                                          |
| 30  | Xia Li            | Zhao Xia                 | China          |                                                          |
| 31  | Zatara            | Desconocido              | Chile          | Su identidad real se mantiene en secreto para el público |
| 32  | Zeuxis            | Desconocido              | México         | Su identidad real se mantiene en secreto para el público |

## Personal de transmisión
| Nombre        | Nombre real                  | Función                         |
| ------------- | ---------------------------- | ------------------------------- |
| Beth Phoenix  | Elizabeth Kociański-Copeland | Comentarista Hall of Famer.     |
| Cathy Kelley  | Catherine Kelley             | Entrevistadora tras bastidores. |
| Kayla Braxton | Kayla Becker                 | Anunciadora del ring            |
| Michael Cole  | Michael Coulthard            | Comentarista.                   |
| Renee Young   | Renee Paquette               | Comentarista.                   |
| Shadia Bseiso | Shadia Bseiso                | Entrevistadora tras bastidores  |

## Resultados
|  | Ronda de 32       | Ronda de 32       |                 |     | Ronda de 16 | Ronda de 16 |  |  | Cuartos de Final | Cuartos de Final |  |  | Semifinales | Semifinales |  |  | Final | Final |
|  |                   |                   |                 |     |             |             |  |  |                  |                  |  |  |             |             |  |  |       |       |
|  | – Episodio 1      |                   |                 |     |             |             |  |  |                  |                  |  |  |             |             |  |  |       |       |
|  |                   |                   |                 |     |             |             |  |  |                  |                  |  |  |             |             |  |  |       |       |
|  | Meiko Satomura    | Pin               |                 |     |             |             |  |  |                  |                  |  |  |             |             |  |  |       |       |
|  | Meiko Satomura    | Pin               |                 |     |             |             |  |  |                  |                  |  |  |             |             |  |  |       |       |
|  | Killer Kelly      | 7:41              |                 |     |             |             |  |  |                  |                  |  |  |             |             |  |  |       |       |
|  | Killer Kelly      | 7:41              | Meiko Satomura  | Pin |             |             |  |  |                  |                  |  |  |             |             |  |  |       |       |
|  | – Episodio 2      |                   | Meiko Satomura  | Pin |             |             |  |  |                  |                  |  |  |             |             |  |  |       |       |
|  |                   | Mercedes Martinez |                 |     |             |             |  |  |                  |                  |  |  |             |             |  |  |       |       |
|  | Ashley Rayne      | 7:31              |                 |     |             |             |  |  |                  |                  |  |  |             |             |  |  |       |       |
|  | Ashley Rayne      | 7:31              |                 |     |             |             |  |  |                  |                  |  |  |             |             |  |  |       |       |
|  | Mercedes Martinez | Pin               |                 |     |             |             |  |  |                  |                  |  |  |             |             |  |  |       |       |
|  | Mercedes Martinez | Pin               | Meiko Satomura  | Pin |             |             |  |  |                  |                  |  |  |             |             |  |  |       |       |
|  | – Episodio 1      |                   | Meiko Satomura  | Pin |             |             |  |  |                  |                  |  |  |             |             |  |  |       |       |
|  |                   | Lacey Lane        |                 |     |             |             |  |  |                  |                  |  |  |             |             |  |  |       |       |
|  | Lacey Lane        | Pin               |                 |     |             |             |  |  |                  |                  |  |  |             |             |  |  |       |       |
|  | Lacey Lane        | Pin               |                 |     |             |             |  |  |                  |                  |  |  |             |             |  |  |       |       |
|  | Vanessa Kraven    | 4:50              |                 |     |             |             |  |  |                  |                  |  |  |             |             |  |  |       |       |
|  | Vanessa Kraven    | 4:50              | Lacey Lane      | Pin |             |             |  |  |                  |                  |  |  |             |             |  |  |       |       |
|  | – Episodio 4      |                   | Lacey Lane      | Pin |             |             |  |  |                  |                  |  |  |             |             |  |  |       |       |
|  |                   | Taynara Conti     |                 |     |             |             |  |  |                  |                  |  |  |             |             |  |  |       |       |
|  | Taynara Conti     | Pin               |                 |     |             |             |  |  |                  |                  |  |  |             |             |  |  |       |       |
|  | Taynara Conti     | Pin               |                 |     |             |             |  |  |                  |                  |  |  |             |             |  |  |       |       |
|  | Jessie Elaban     |                   |                 |     |             |             |  |  |                  |                  |  |  |             |             |  |  |       |       |
|  | Meiko Satomura    |                   |                 |     |             |             |  |  |                  |                  |  |  |             |             |  |  |       |       |
|  | – Episodio 3      |                   |                 |     |             |             |  |  |                  |                  |  |  |             |             |  |  |       |       |
|  |                   | Toni Storm        | Pin             |     |             |             |  |  |                  |                  |  |  |             |             |  |  |       |       |
|  | Toni Storm        | Toni Storm        | Pin             | Pin |             |             |  |  |                  |                  |  |  |             |             |  |  |       |       |
|  | Toni Storm        |                   |                 | Pin |             |             |  |  |                  |                  |  |  |             |             |  |  |       |       |
|  | Jinny             |                   |                 |     |             |             |  |  |                  |                  |  |  |             |             |  |  |       |       |
|  | Toni Storm        | Pin               |                 |     |             |             |  |  |                  |                  |  |  |             |             |  |  |       |       |
|  | Toni Storm        | Pin               | – Episodio 4    |     |             |             |  |  |                  |                  |  |  |             |             |  |  |       |       |
|  |                   | Hiroyo Matsumoto  |                 |     |             |             |  |  |                  |                  |  |  |             |             |  |  |       |       |
|  | Rachel Evers      |                   |                 |     |             |             |  |  |                  |                  |  |  |             |             |  |  |       |       |
|  |                   |                   |                 |     |             |             |  |  |                  |                  |  |  |             |             |  |  |       |       |
|  | Hiroyo Matsumoto  | Pin               |                 |     |             |             |  |  |                  |                  |  |  |             |             |  |  |       |       |
|  | Hiroyo Matsumoto  | Pin               | Toni Storm      | Pin |             |             |  |  |                  |                  |  |  |             |             |  |  |       |       |
|  | – Episodio 3      |                   | Toni Storm      | Pin |             |             |  |  |                  |                  |  |  |             |             |  |  |       |       |
|  |                   | Mia Yim           |                 |     |             |             |  |  |                  |                  |  |  |             |             |  |  |       |       |
|  | Mia Yim           | Pin               |                 |     |             |             |  |  |                  |                  |  |  |             |             |  |  |       |       |
|  | Mia Yim           | Pin               |                 |     |             |             |  |  |                  |                  |  |  |             |             |  |  |       |       |
|  | Allysin Kay       |                   |                 |     |             |             |  |  |                  |                  |  |  |             |             |  |  |       |       |
|  | Mia Yim           | Pin               |                 |     |             |             |  |  |                  |                  |  |  |             |             |  |  |       |       |
|  | Mia Yim           | Pin               | – Episodio 3    |     |             |             |  |  |                  |                  |  |  |             |             |  |  |       |       |
|  |                   | Kaitlyn           |                 |     |             |             |  |  |                  |                  |  |  |             |             |  |  |       |       |
|  | Kaitlyn           | Pin               |                 |     |             |             |  |  |                  |                  |  |  |             |             |  |  |       |       |
|  | Kaitlyn           | Pin               |                 |     |             |             |  |  |                  |                  |  |  |             |             |  |  |       |       |
|  | Kavita Devi       |                   |                 |     |             |             |  |  |                  |                  |  |  |             |             |  |  |       |       |
|  | Toni Storm        | Pin               |                 |     |             |             |  |  |                  |                  |  |  |             |             |  |  |       |       |
|  | Toni Storm        | Pin               | – Episodio 1    |     |             |             |  |  |                  |                  |  |  |             |             |  |  |       |       |
|  |                   | Io Shirai         |                 |     |             |             |  |  |                  |                  |  |  |             |             |  |  |       |       |
|  | Tegan Nox         | Pin               |                 |     |             |             |  |  |                  |                  |  |  |             |             |  |  |       |       |
|  | Tegan Nox         | Pin               |                 |     |             |             |  |  |                  |                  |  |  |             |             |  |  |       |       |
|  | Zatara            | 6:10              |                 |     |             |             |  |  |                  |                  |  |  |             |             |  |  |       |       |
|  | Zatara            | 6:10              | Tegan Nox       | Pin |             |             |  |  |                  |                  |  |  |             |             |  |  |       |       |
|  | – Episodio 4      |                   | Tegan Nox       | Pin |             |             |  |  |                  |                  |  |  |             |             |  |  |       |       |
|  |                   | Nicole Matthews   |                 |     |             |             |  |  |                  |                  |  |  |             |             |  |  |       |       |
|  | Isla Dawn         |                   |                 |     |             |             |  |  |                  |                  |  |  |             |             |  |  |       |       |
|  |                   |                   |                 |     |             |             |  |  |                  |                  |  |  |             |             |  |  |       |       |
|  | Nicole Matthews   | Pin               |                 |     |             |             |  |  |                  |                  |  |  |             |             |  |  |       |       |
|  | Nicole Matthews   | Pin               | Tegan Nox       |     |             |             |  |  |                  |                  |  |  |             |             |  |  |       |       |
|  | – Episodio 1      |                   |                 |     |             |             |  |  |                  |                  |  |  |             |             |  |  |       |       |
|  |                   | Rhea Ripley       | KO              |     |             |             |  |  |                  |                  |  |  |             |             |  |  |       |       |
|  | Rhea Ripley       | Rhea Ripley       | KO              | Pin |             |             |  |  |                  |                  |  |  |             |             |  |  |       |       |
|  | Rhea Ripley       |                   |                 | Pin |             |             |  |  |                  |                  |  |  |             |             |  |  |       |       |
|  | MJ Jenkins        | 7:41              |                 |     |             |             |  |  |                  |                  |  |  |             |             |  |  |       |       |
|  | MJ Jenkins        | 7:41              | Rhea Ripley     | Pin |             |             |  |  |                  |                  |  |  |             |             |  |  |       |       |
|  | – Episodio 2      |                   | Rhea Ripley     | Pin |             |             |  |  |                  |                  |  |  |             |             |  |  |       |       |
|  |                   | Kacy Catanzaro    |                 |     |             |             |  |  |                  |                  |  |  |             |             |  |  |       |       |
|  | Kacy Catanzaro    | Pin               |                 |     |             |             |  |  |                  |                  |  |  |             |             |  |  |       |       |
|  | Kacy Catanzaro    | Pin               |                 |     |             |             |  |  |                  |                  |  |  |             |             |  |  |       |       |
|  | Reina González    | 4:46              |                 |     |             |             |  |  |                  |                  |  |  |             |             |  |  |       |       |
|  | Reina González    | 4:46              | Rhea Ripley     |     |             |             |  |  |                  |                  |  |  |             |             |  |  |       |       |
|  | – Episodio 4      |                   |                 |     |             |             |  |  |                  |                  |  |  |             |             |  |  |       |       |
|  |                   | Io Shirai         | Pin             |     |             |             |  |  |                  |                  |  |  |             |             |  |  |       |       |
|  | Io Shirai         | Io Shirai         | Pin             | Pin |             |             |  |  |                  |                  |  |  |             |             |  |  |       |       |
|  | Io Shirai         |                   |                 | Pin |             |             |  |  |                  |                  |  |  |             |             |  |  |       |       |
|  | Xia Brookside     |                   |                 |     |             |             |  |  |                  |                  |  |  |             |             |  |  |       |       |
|  | Io Shirai         | Pin               |                 |     |             |             |  |  |                  |                  |  |  |             |             |  |  |       |       |
|  | Io Shirai         | Pin               | – Episodio 2    |     |             |             |  |  |                  |                  |  |  |             |             |  |  |       |       |
|  |                   | / Zeuxis          |                 |     |             |             |  |  |                  |                  |  |  |             |             |  |  |       |       |
|  | / Zeuxis          | Pin               |                 |     |             |             |  |  |                  |                  |  |  |             |             |  |  |       |       |
|  | / Zeuxis          | Pin               |                 |     |             |             |  |  |                  |                  |  |  |             |             |  |  |       |       |
|  | Aerial Monroe     | 5:06              |                 |     |             |             |  |  |                  |                  |  |  |             |             |  |  |       |       |
|  | Aerial Monroe     | 5:06              | Io Shirai       | Pin |             |             |  |  |                  |                  |  |  |             |             |  |  |       |       |
|  | – Episodio 2      |                   | Io Shirai       | Pin |             |             |  |  |                  |                  |  |  |             |             |  |  |       |       |
|  |                   | Deonna Purrazzo   |                 |     |             |             |  |  |                  |                  |  |  |             |             |  |  |       |       |
|  | Deonna Purrazzo   | Sub               |                 |     |             |             |  |  |                  |                  |  |  |             |             |  |  |       |       |
|  | Deonna Purrazzo   | Sub               |                 |     |             |             |  |  |                  |                  |  |  |             |             |  |  |       |       |
|  | Priscilla Kelly   | 4:28              |                 |     |             |             |  |  |                  |                  |  |  |             |             |  |  |       |       |
|  | Priscilla Kelly   | 4:28              | Deonna Purrazzo | Sub |             |             |  |  |                  |                  |  |  |             |             |  |  |       |       |
|  | – Episodio 3      |                   | Deonna Purrazzo | Sub |             |             |  |  |                  |                  |  |  |             |             |  |  |       |       |
|  |                   | Xia Li            |                 |     |             |             |  |  |                  |                  |  |  |             |             |  |  |       |       |
|  | / Karen Q         |                   |                 |     |             |             |  |  |                  |                  |  |  |             |             |  |  |       |       |
|  |                   |                   |                 |     |             |             |  |  |                  |                  |  |  |             |             |  |  |       |       |
|  | Xia Li            | Pin               |                 |     |             |             |  |  |                  |                  |  |  |             |             |  |  |       |       |
|  | Xia Li            | Pin               |                 |     |             |             |  |  |                  |                  |  |  |             |             |  |  |       |       |

## Detalle de las Luchas
Primera Ronda:
- Lucha N°1: Tegan Nox derrotó a Zatara.
  - Nox cubrió a Zatara después de un «Shining Wizard».
- Lucha N°2: Rhea Ripley derrotó a MJ Jenkins.
  - Ripley cubrió a Jenkins después de un «Pumphandle Powerbomb».
- Lucha N°3: Lacey Lane derrotó a Vanessa Kraven.
  - Lane cubrió a Kraven después de un «Crucifix Bomb».
- Lucha N°4: Meiko Satomura derrotó a Killer Kelly.
  - Satomura cubrió a Kelly después de un «Death Valley Driver».
- Lucha N°5: Deonna Purrazzo derrotó a Priscilla Kelly.
  - Purrazzo forzó a Kelly a rendirse con un «Fujiwara Armbar».
- Lucha N°6: Zeuxis derrotó a Aerial Monroe.
  - Zeuxis cubrió a Monroe después de un «Spanish Fly».
- Lucha N°7: Kacy Catanzaro derrotó a Reina González
  - Catanzaro cubrió a González con un «Sunset Flip Roll Up».
- Lucha N°8: Mercedes Martínez derrotó a Ashley Rane.
  - Martínez cubrió a Rane después de un «Fisherman Buster».
- Lucha N°9: Kaitlyn derrotó a Kavita Devi.
  - Kaitlyn cubrió a Devi después de un «Spear».
  - Este fue el regreso de Kaitlyn a un ring de la WWE después de 4 años.
- Lucha N°10: Toni Storm derrotó a Jinny.
  - Storm cubrió a Jinny después de un «Storm Zero».
- Lucha N°11: Xia Li derrotó a Karen Q.
  - Li cubrió a Q después de un «Falling Corkscrew Roundhouse Kick».
- Lucha N°12: Mia Yim derrotó a Allisyn Kay.
  - Yim cubrió a Kay después de un «Sole Food».
  - Durante la lucha, Yim se lesionó legítimamente dos dedos de su mano derecha tras fallar un «Chop» y golpear un esquinero del ring.
- Lucha N°13: Hiroyo Matsumoto derrotó a Rachel Evers.
  - Matsumoto cubrió a Evers después de un «Saito Suplex».
- Lucha N°14: Taynara Conti derrotó a Jessie Elaban.
  - Conti cubrió a Elaban después de un «Spinning Slam».
- Lucha N°15: Nicole Matthews derrotó a Isla Dawn.
  - Matthews forzó a Dawn a rendirse con un «Liontammer».
- Lucha N°16: Io Shirai derrotó a Xia Brookside.
  - Shirai cubrió a Brookside después de un «Asai Moonsault».

Segunda Ronda:
- Lucha N°1: Toni Storm derrotó a Hiroyo Matsumoto.
  - Storm cubrió a Matsumoto con un «Roll Up».
- Lucha N°2: Rhea Ripley derrotó a Kacy Catanzaro.
  - Ripley cubrió a Catanzaro después de un «Pumphandle Powerbomb».
- Lucha N°3: Lacey Lane derrotó a Taynara Conti.
  - Lane cubrió a Conti después de un invertir un «Air Raid Crash» con un «Crucifix Bomb».
- Lucha N°4: Meiko Satomura derrotó a Mercedes Martínez.
  - Satomura cubrió a Martínez después de un «Scorpion Kick».
- Lucha N°5: Io Shirai derrotó a Zeuxis.
  - Shirai cubrió a Zeuxis después de un «Asai Moonsault».
- Lucha N°6: Deonna Purrazzo derrotó a Xia Li.
  - Purrazzo forzó a Li a rendirse con un «Fujiwara Armbar».
- Lucha N°7: Tegan Nox derrotó a Nicole Matthews.
  - Nox cubrió a Matthews después de un «Shining Wizard».
- Lucha N°8: Mia Yim derrotó a Kaitlyn.
  - Yim forzó a Kaitlyn a rendirse con un «Heel Hook».

Cuartos de Final:
- Lucha N°1: Meiko Satomura derrotó a Lacey Lane.
  - Satomura cubrió a Lane después de un «Death Valley Driver».
- Lucha N°2: Io Shirai derrotó a Deonna Purrazzo.
  - Shirai cubrió a Purrazzo después de un «Asai Moonsault».
- Lucha N°3: Toni Storm derrotó a Mia Yim.
  - Storm cubrió a Yim después de un «Storm Zero».
  - Después de la lucha, Triple H felicitó a Yim y le ofreció un contrato con NXT.
- Lucha N°4: Rhea Ripley derrotó a Tegan Nox vía nocaut técnico.
  - Ripley fue declarada vencedora luego de que Nox fuera incapaz de continuar debido a lesionarse legítimamente la rodilla después de un «Suicide Dive».

Semifinal:
- Lucha N°1: Toni Storm derrotó a Meiko Satomura.
  - Storm cubrió a Satomura después de revertir un «Death Valley Driver» con un «Storm Zero».
  - Después de la lucha, Kairi Sane salió a felicitar a Storm.
- Lucha N°2: Io Shirai derrotó a Rhea Ripley.
  - Shirai cubrió a Ripley después de un «Asai Moonsault».
  - Después de la lucha, Kairi Sane salió a felicitar a Shirai.

Final:
- Toni Storm derrotó a Io Shirai y ganó el torneo Mae Young Classic 2018.
  - Storm cubrió a Shirai luego de revertir un «Asai Moonsault» con un «Storm Zero».
  - Después de la lucha, Storm y Shirai se abrazaron en señal de respeto, y Triple H, Stephanie McMahon y Sara Del Rey salieron a felicitar a ambas luchadoras.